# Валентинув (Ліпський повіт)
Валентинув (пол. Walentynów) — село в Польщі, у гміні Ліпсько Ліпського повіту Мазовецького воєводства.
Населення — 375 осіб (2011).
У 1975-1998 роках село належало до Радомського воєводства.

## Демографія
Демографічна структура станом на 31 березня 2011 року:
|          | Загалом | Допрацездатний вік | Працездатний вік | Постпрацездатний вік |
| -------- | ------- | ------------------ | ---------------- | -------------------- |
| Чоловіки | 173     | 27                 | 126              | 20                   |
| Жінки    | 202     | 38                 | 119              | 45                   |
| Разом    | 375     | 65                 | 245              | 65                   |